# Дубина (Черкасская область)
Дубина (укр. Дубина) — посёлок в Лысянском районе Черкасской области Украины.
Население по переписи 2001 года составляло 56 человек. Почтовый индекс — 19315. Телефонный код — 4749.

## Местный совет
19315, Черкасская обл., Лысянский р-н, с. Погибляк